# (7074) Muckea
(7074) Muckea (1977 RD3) – planetoida z pasa głównego asteroid okrążająca Słońce w ciągu 3,29 lat w średniej odległości 2,21 j.a. Odkryta 10 września 1977 roku.